# Edward Marsh (traduttore)
Sir Edward Howard Marsh (Londra, 18 novembre 1872 – Londra, 13 gennaio 1953) è stato un traduttore britannico, figura discreta ma influente all'interno della comunità omosessuale del Regno Unito.

## Biografia
Era il figlio di Frederick Howard Marsh, un chirurgo, e di sua moglie Jane Perceval, una nipote di primo ministro Spencer Perceval. Jane, un'infermiera, era uno dei fondatori dell'Alexandra Hospital, per i bambini con patologia all'anca, dove Howard lavorava come chirurgo. Marsh frequentò il Westminster School e il Trinity College, Cambridge, dove studiò i classici sotto Arthur Woollgar Verrall.

## Carriera
Nel 1896 è stato nominato segretario privato di Joseph Chamberlain, segretario coloniale. Quando Chamberlain si dimise nel 1903, Marsh divenne segretario privato al suo successore, Alfred Lyttelton. Quando Winston Churchill divenne Sottosegretario di Stato per le Colonie del 1905 durante il primo governo di Henry Campbell-Bannerman, Marsh divenne segretario privato di Churchill, fino al 1915. 
Quando Churchill lasciò il governo per la prima volta nel 1915, Marsh divenne Segretario privato al primo ministro HH Asquith, fino al dicembre 1916. Quando Churchill tornò al governo come ministro delle munizioni nel 1916, Marsh lo seguì come segretario privato, fino alla caduta del governo di coalizione di David Lloyd George nel 1922. Quando Churchill divenne Cancelliere dello Scacchiere nel 1924, Marsh si unì a lui fino al 1929. Ha poi lavorato come segretario privato di ogni Segretario di Stato per le Colonie dal 1929 fino al suo pensionamento nel 1937. 

### Carriera letteraria
Studioso di classico e traduttore, Marsh compilò e curò cinque antologie di poesia tra il 1912 e il 1922 (le cosiddette raccolte di poesia Georgiana, da Giorgio V), e divenne esecutore letterario di Rupert Brooke. Più tardi nella vita ha pubblicato traduzioni in versi di La Fontaine e Orazio e una traduzione del romanzo di Fromentin, "Dominique".
Marsh era anche un collezionista e sostenitore delle opere degli artisti dell'avanguardia Mark Gertler, Duncan Grant, David Bomberg e Paul Nash, i quali sono stati anche associati al Bloomsbury Group.

## Ascendenza
|                           |                      |                                        | Genitori                                |  |  | Nonni |  |  | Bisnonni |  |  | Trisnonni |  |
|                           |                      |                                        |                                         |  |  |       |  |  | …        |  |  | …         |  |
|                           |                      |                                        |                                         |  |  |       |  |  | …        |  |  | …         |  |
|                           |                      | …                                      |                                         |  |  |       |  |  | …        |  |  |           |  |
| 4. Edward Brunning Marsh  |                      |                                        |                                         |  |  |       |  |  | …        |  |  |           |  |
|                           |                      | …                                      | …                                       |  |  |       |  |  |          |  |  |           |  |
|                           |                      | …                                      | …                                       |  |  |       |  |  |          |  |  |           |  |
|                           |                      | …                                      | …                                       |  |  |       |  |  |          |  |  |           |  |
| 2. Frederick Howard Marsh |                      | …                                      |                                         |  |  |       |  |  |          |  |  |           |  |
|                           |                      | …                                      | …                                       |  |  |       |  |  |          |  |  |           |  |
|                           |                      | …                                      | …                                       |  |  |       |  |  |          |  |  |           |  |
|                           |                      | …                                      | …                                       |  |  |       |  |  |          |  |  |           |  |
| 5. Maria Haward           |                      | …                                      |                                         |  |  |       |  |  |          |  |  |           |  |
|                           |                      | …                                      | …                                       |  |  |       |  |  |          |  |  |           |  |
|                           |                      | …                                      | …                                       |  |  |       |  |  |          |  |  |           |  |
|                           |                      | …                                      | …                                       |  |  |       |  |  |          |  |  |           |  |
| 1. Edward Marsh           |                      | …                                      |                                         |  |  |       |  |  |          |  |  |           |  |
|                           | 12. Spencer Perceval | 24. John Perceval, II conte di Egmont  |                                         |  |  |       |  |  |          |  |  |           |  |
|                           | 12. Spencer Perceval | 24. John Perceval, II conte di Egmont  |                                         |  |  |       |  |  |          |  |  |           |  |
|                           | 12. Spencer Perceval | 25. Catherine Compton, baronessa Arden |                                         |  |  |       |  |  |          |  |  |           |  |
| 6. Spencer Perceval       | 12. Spencer Perceval |                                        |                                         |  |  |       |  |  |          |  |  |           |  |
|                           |                      | 13. Jane Wilson                        | 26. Thomas Spencer Wilson, VI baronetto |  |  |       |  |  |          |  |  |           |  |
|                           |                      | 13. Jane Wilson                        | 26. Thomas Spencer Wilson, VI baronetto |  |  |       |  |  |          |  |  |           |  |
|                           |                      | 13. Jane Wilson                        | 27. Jane Badger-Weller                  |  |  |       |  |  |          |  |  |           |  |
| 3. Jane Perceval          |                      | 13. Jane Wilson                        |                                         |  |  |       |  |  |          |  |  |           |  |
|                           |                      | 14. Norman MacLeod                     | 28. John MacLeod                        |  |  |       |  |  |          |  |  |           |  |
|                           |                      | 14. Norman MacLeod                     | 28. John MacLeod                        |  |  |       |  |  |          |  |  |           |  |
|                           |                      | 14. Norman MacLeod                     | 29. Amelia Brodie                       |  |  |       |  |  |          |  |  |           |  |
| 7. Anna Eliza Macleod     |                      | 14. Norman MacLeod                     |                                         |  |  |       |  |  |          |  |  |           |  |
|                           |                      | 15. Sarah Stackhouse                   | …                                       |  |  |       |  |  |          |  |  |           |  |
|                           |                      | 15. Sarah Stackhouse                   | …                                       |  |  |       |  |  |          |  |  |           |  |
|                           |                      | 15. Sarah Stackhouse                   | …                                       |  |  |       |  |  |          |  |  |           |  |
|                           |                      | 15. Sarah Stackhouse                   |                                         |  |  |       |  |  |          |  |  |           |  |